# Internationale Filmfestspiele Berlin 1986
Die Internationalen Filmfestspiele Berlin 1986 fanden vom 14. Februar bis zum 25. Februar 1986 statt.
Die Berlinale hatte in diesem Jahr einen glanzvollen Beginn mit dem außer Konkurrenz startenden Eröffnungsfilm Ginger und Fred von Federico Fellini. Das Tanzpaar Amelia (Giulietta Masina) und Pippo (Marcello Mastroianni) brachte in Erinnerungen an Ginger Rogers und Fred Astaire die Berlinale schwungvoll an den Start.
Eine der Höhepunkte des Festivals fand in diesem Jahr im „Internationalen Forum des jungen Films“ statt. Claude Lanzmann stellte hier seine über 9-stündige Dokumentation Shoah vor.
Erstmals wurde bei diesem Festival die „Berlinale Kamera“ verliehen. Einer der ersten Preisträger war Fred Zinnemann, dem das Festival außerdem eine Retrospektive widmete.

## Wettbewerb
Im Wettbewerb nahmen in diesem Jahr folgende Filme teil:
| Filmtitel                                 | Regisseur                                                    | Produktionsland            | Darsteller (Auswahl)                                             |
| Anne Trister – Zwischenräume              | Léa Pool                                                     | Kanada                     |                                                                  |
| Auf kurze Distanz                         | James Foley                                                  | USA                        | Sean Penn, Christopher Walken, Mary Stuart Masterson, Chris Penn |
| Camorra                                   | Lina Wertmüller                                              | Italien                    | Ángela Molina, Harvey Keitel                                     |
| Caravaggio                                | Derek Jarman                                                 | Großbritannien             | Nigel Terry, Tilda Swinton                                       |
| Flucht in den Norden                      | Ingemo Engström                                              | Deutschland, Finnland      | Katharina Thalbach, Lena Olin                                    |
| Gilsodom - Zerrines Land                  | Im Kwon-taek                                                 | Südkorea                   |                                                                  |
| Gonza, der Lanzenkämpfer                  | Masahiro Shinoda                                             | Japan                      |                                                                  |
| Das Haus am Fluß                          | Roland Gräf                                                  | DDR                        | Katrin Saß, Sylvester Groth, Jutta Wachowiak, Rolf Hoppe         |
| Heidenlöcher                              | Wolfram Paulus                                               | Österreich, Deutschland    |                                                                  |
| Das Lächeln des Lämmchens                 | Shimon Dotan                                                 | Israel                     |                                                                  |
| Leidenschaften                            | Liliana Cavani                                               | Italien, Deutschland       | Gudrun Landgrebe, Kevin McNally, Hanns Zischler, Massimo Girotti |
| Liebe mich!                               | Kay Pollak                                                   | Schweden                   |                                                                  |
| Mania                                     | Paul Lynch, David M. Robertson, John Sheppard (Episodenfilm) | Kanada, USA                |                                                                  |
| Mein Schwager hat meine Schwester getötet | Jacques Rouffio                                              | Frankreich                 | Michel Serrault, Michel Piccoli, Juliette Binoche                |
| Meine ersten 200 Jahre                    | Gyula Máar                                                   | Ungarn                     |                                                                  |
| Meine Liebe, mein Lieber                  | Eduard Zachariev                                             | Ungarn, Bulgarien          |                                                                  |
| Die Messe ist aus                         | Nanni Moretti                                                | Italien                    |                                                                  |
| Das Morgengrauen                          | Miklós Jancsó                                                | Frankreich, Ungarn, Israel | Michael York                                                     |
| Pas in doi                                | Dan Pita                                                     | Rumänien                   |                                                                  |
| Die Reise eines jungen Komponisten        | Georgi Schengelaja                                           | Sowjetunion                |                                                                  |
| Rote Küsse                                | Véra Belmont                                                 | Frankreich, Deutschland    | Charlotte Valandrey, Lambert Wilson, Marthe Keller               |
| Der rothaarige Theo                       | Paco Lucio                                                   | Spanien                    |                                                                  |
| Stammheim                                 | Reinhard Hauff                                               | Deutschland                | Therese Affolter, Hans Kremer, Ulrich Pleitgen, Ulrich Tukur     |
| Sternstunde                               | Suzana Amaral                                                | Brasilien                  | Marcelia Cartaxo, Fernanda Montenegro                            |
| Trouble in Mind                           | Alan Rudolph                                                 | USA                        | Kris Kristofferson, Keith Carradine, Lori Singer                 |

## Internationale Jury
Jurypräsidentin der internationalen Jury war in diesem Jahr die italienische Schauspielerin Gina Lollobrigida. Sie stand folgender Jury vor: Lindsay Anderson (Großbritannien), August Coppola (USA), Rudi Fehr (USA), Werner Grassmann (Deutschland), Otar Iosseliani (UdSSR), Norbert Kückelmann (Deutschland), Francoise Maupin (Frankreich), Rosaura Revueltas (Mexiko), Jerzy Toeplitz (Polen), Naoki Togawa (Japan).
Die Jurypräsidentin Gina Lollobrigida distanzierte sich von der Vergabe des Goldenen Bären für den Film Stammheim.

## Preisträger
Bei der Preisvergabe kam es in diesem Jahr zu einem Eklat. Jurypräsidentin Gina Lollobrigida war mit der Entscheidung der Jury für den Siegerfilm nicht einverstanden und machte dies öffentlich. Erstmals in der Geschichte der Berlinale übertrat ein Jurymitglied das Schweigegebot.
- Goldener Bär: Stammheim von Reinhard Hauff
- Silberne Bären:
  - Die Messe ist aus von Nanni Moretti (Spezialpreis der Jury)
  - Georgi Schengelaja (beste Regie)
  - Charlotte Valandrey in Rote Küsse und Marcelia Cartaxo in Sternstunde (beste Darstellerinnen)
  - Tuncel Kurtiz in Das Lächeln des Lämmchen (bester Darsteller)
  - Caravaggio (herausragende Einzelleistung für die bildliche Gestaltung)
  - Gonza, der Lanzenkämpfer (besondere künstlerische Leistung für seine harmonische Komposition)

## Weitere Preise
- FIPRESCI-Preis (Wettbewerb): Stammheim von Reinhard Hauff
- FIPRESCI-Preis (Forum): Die Frau aus der Provinz von Andrzej Baranski, Shoah von Claude Lanzmann und Tong nien wang shi von Hou Hsiao-hsien
- Interfilm Award – Otto-Dibelius-Preis (Wettbewerb): Camorra von Lina Wertmüller
- Interfilm Award – Otto-Dibelius-Preis (Forum): Die offizielle Geschichte von Luis Puenzo
- Caligari-Filmpreis: Shoah von Claude Lanzmann
- Friedensfilmpreis der Heinrich-Böll-Stiftung: Half Life von Dennis O’Rourke
- Preis der Leserjury der Berliner Morgenpost: Camorra von Lina Wertmüller

## Außer Konkurrenz
Die Berlinale nutzten für ihre Deutschlandpremieren folgende Filme. Sie liefen im Wettbewerb, jedoch außer Konkurrenz:
- Ginger und Fred – Regie: Federico Fellini
- Heilt Hitler! – Regie: Herbert Achternbusch
- Jenseits von Afrika – Regie: Sydney Pollack
- Leben und Sterben in L.A. – Regie: William Friedkin

## Kinderfilmfest
Erstmals wurde für das Kinderfilmfest eine Jury gebildet, die nur aus Kindern bestand. Dies wurde in den Folgejahren fester Bestandteil der Berlinale.

### Preise der Kinderfilmfestes
- Preis der Kinderjury: Mister Weltuntergang von Bill Miskelly
- UNICEF-Preis: Mister Weltuntergang von Bill Miskelly